# Teatro dell'Opera di Lubiana
Il teatro dell'Opera di Lubiana (in sloveno Ljubljanska opera o Ljubljanska operna hiša) è un teatro d'opera della città di Lubiana, capitale della Slovenia. Si trova tra il museo nazionale e la galleria nazionale.

## Storia
L'edificio, inizialmente chiamato Teatro provinciale (in sloveno Deželno gledališče), fu edificato tra il 1890 ed il 1982 in stile neorinascimentale dagli architetti cechi Jan Vladimir e Anton Hruby. Prima della costruzione del teatro drammatico nazionale di Lubiana, avvenuta nel 1911, veniva utilizzato sia per le rappresentazioni in sloveno che in tedesco.

## Architettura
La facciata del teatro è composta da colonne in stile ionico che sorreggono un frontone ed un timpano posizionati sopra l'ingresso del teatro. A lato sono presenti delle rappresentazioni allegoriche realizzate dallo scultore Alojz Gangl.

## Galleria d'immagini

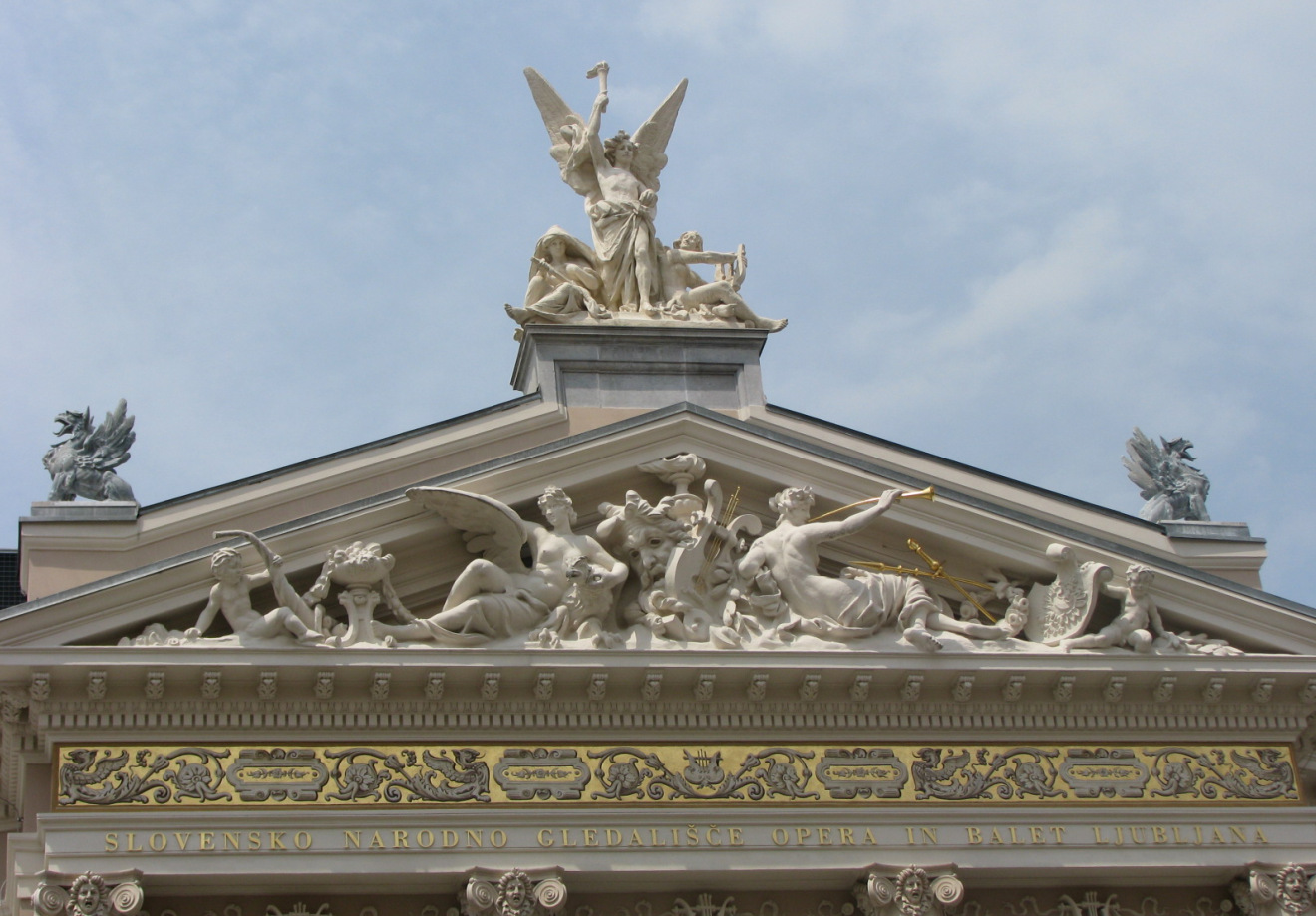
Il Genio con la torcia e altre statue sopra l'entrata principale
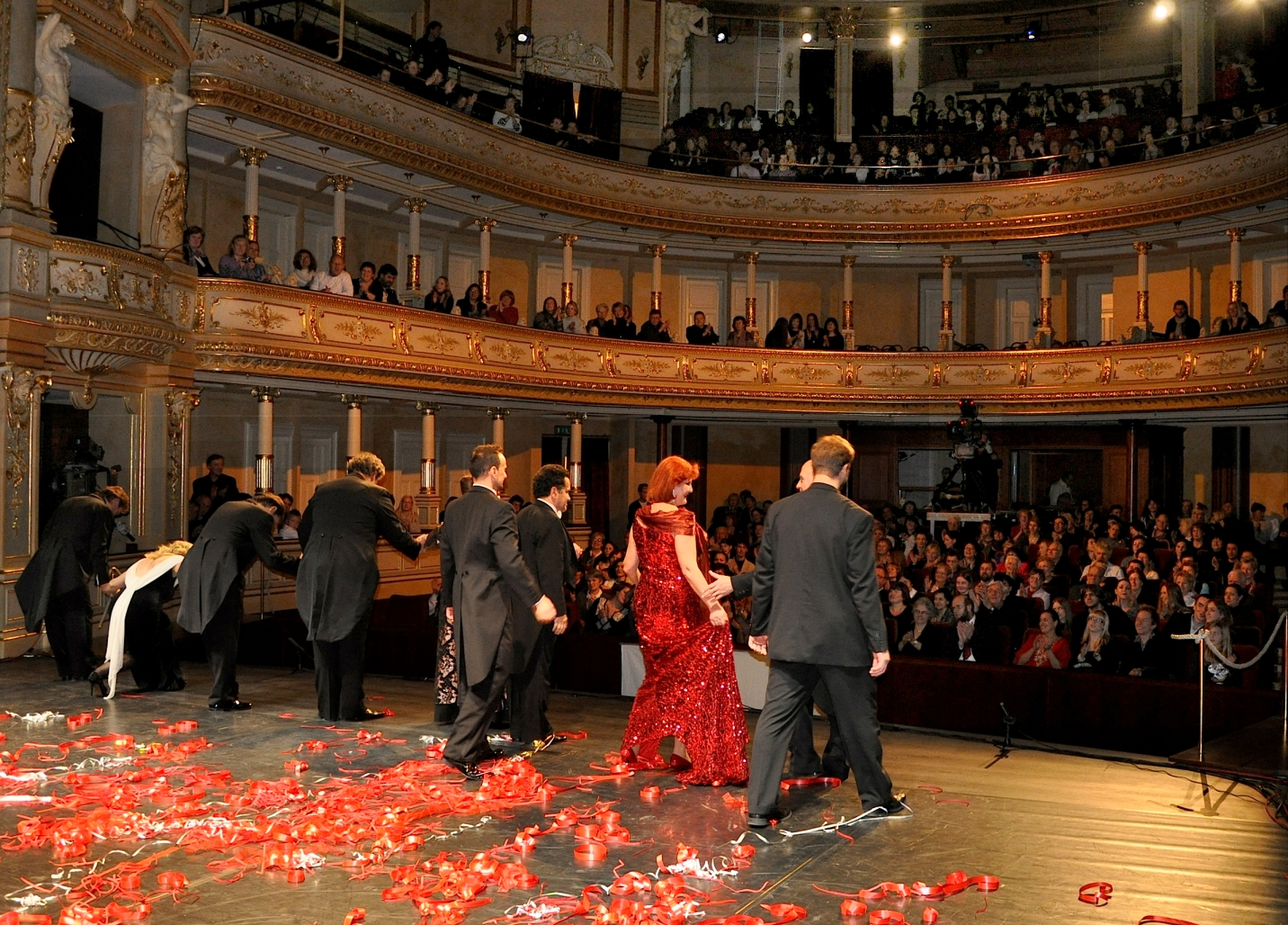
Gli interni del teatro dopo il restauro del 2011
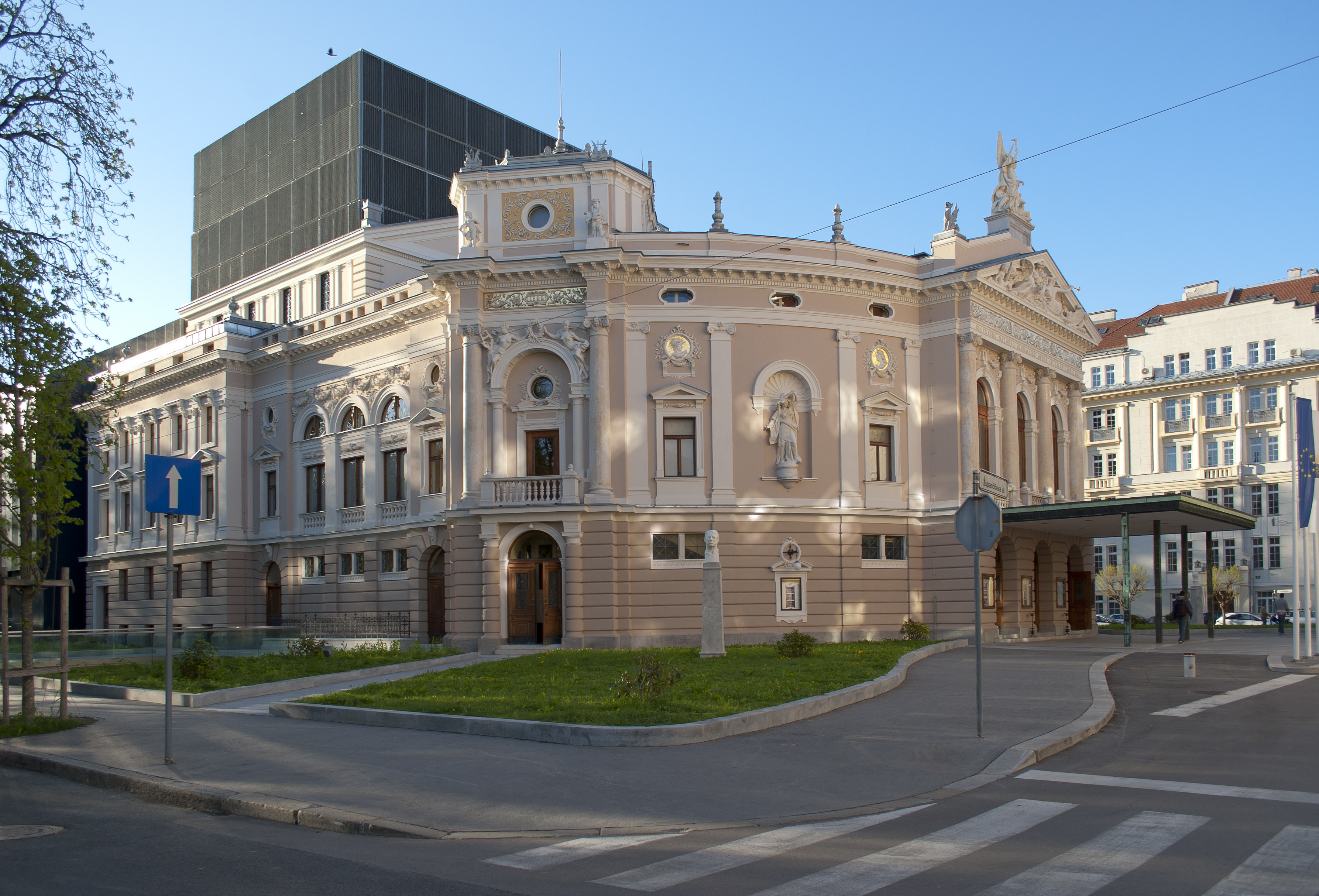
Il teatro dopo il restauro del 2011; l'ampliamento del teatro si vede nella parte posteriore
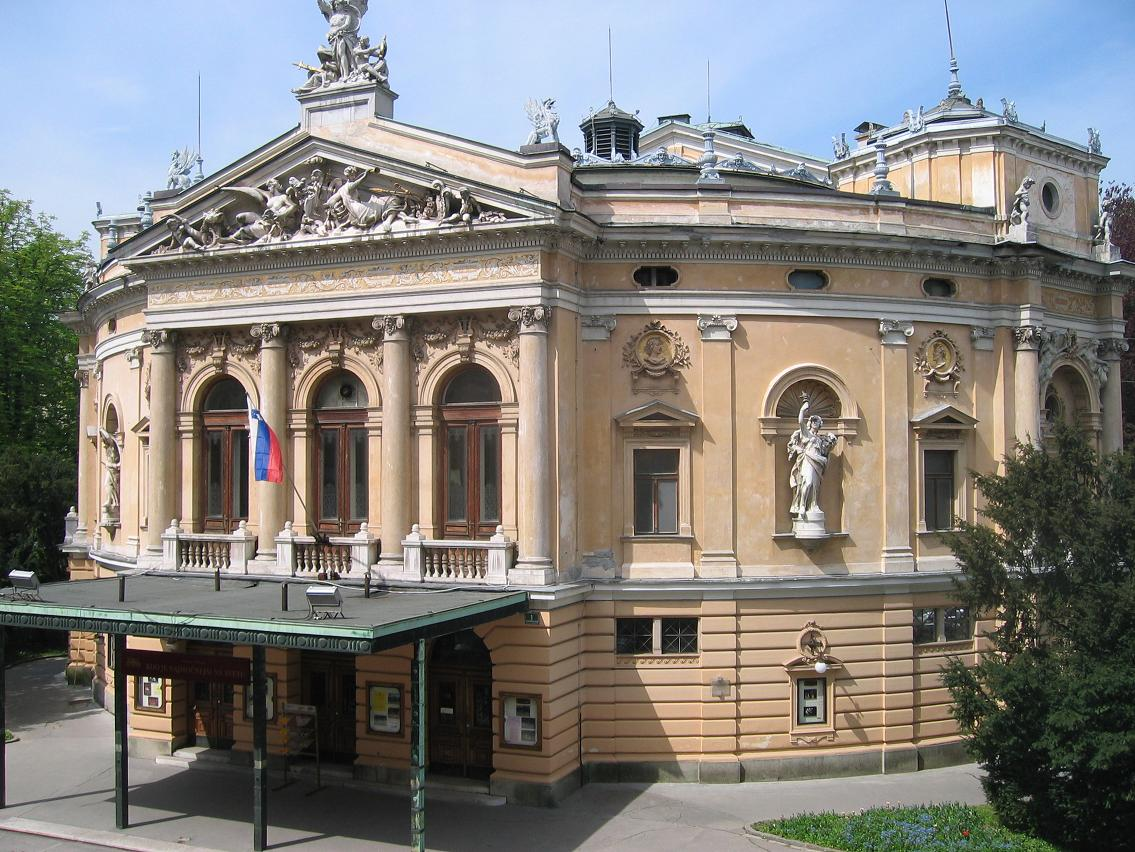
Il teatro prima del restauro del 2011